# AKB48「Waiting」公演
AKB48「Waiting」公演（日語：AKB48「ウェイティング」公演）是AKB48在2012年於東京巨蛋演唱会組閣後，由於尚未有新的公演，因此便暫時以Waiting公演的名義進行表演。

## Team A 「Waiting」公演
2012年11月2日－2013年7月22日之Team A稱為篠田Team A，翌日23日後則改稱為橫山Team A，但並未於當日便更改公演內容，而是到10月16日才開始演出新的「Waiting」公演。

### 篠田Team A 「Waiting」公演
歌單
- 全部歌曲均由AKB48總製作人秋元康作詞。

本編 
1. 《overture》
（作曲、編曲：尾澤拓実　歌：TAZ）
2. 《重力共鳴》（重力シンパシー）
（作曲：原田ナオ、編曲：原田ナオ）
3. 《Maybe是藉口》（言い訳Maybe）
（作曲：俊龍、編曲：野中MASA雄一）
4. 《制服真礙事》（制服が邪魔をする）
（作曲：井上義正、編曲：井上義正）
5. 《崇尚麻里子》（上からマリコ）
（作曲：川浦正大、編曲：生田真心）
《大聲鑽石》[註 1]
（作曲：井上義正、編曲：井上義正）
6. 《裙襬飄飄》（スカート、ひらり）
（作曲：岡田實音、編曲：梅堀淳）
7. 《純愛的漸強音》（純愛のクレッシェンド）
（作曲：宮島律子、編曲：市川裕一）
8. 《黑色天使》（黒い天使）
（作曲：宮島律子）
9. 《天使的尾巴》（天使のしっぽ）
（作曲：上田晃司、編曲：樫原伸彥）
10. 《雨珠鋼琴師》（雨のピアニスト）
（作曲：吉富小百合、編曲：市川裕一）
11. 《玻璃般的我愛你》（ガラスのI LOVE YOU）
（作曲：太田美知彥、編曲：BluesT）
12. 《RIVER》
（作曲：井上義正、編曲：井上義正）
13. 《孤獨的跑者》（孤独なランナー）
（作曲：宮島律子、編曲：野中MASA雄一）
14. 《First Rabbit》（ファーストラビット）
（作曲：楊慶豪、編曲：楊慶豪）
15. 《櫻花花瓣》（桜の花びらたち）
（作曲：上杉洋史、編曲：樫原伸彥）

安可曲
1. 《馬尾與髮圈》（ポニーテールとシュシュ）
（作曲：多田慎也　編曲：生田真心）
2. 《Only today》
（作曲：大內哲也　編曲：大內哲也）
3. 《AKB慶典》（AKBフェスティバル）
（作曲：　編曲：武藤星兒）

#### 公演內容
表演日期：2012年11月2日－2013年10月11日
- 演出成員：
伊豆田莉奈、入山杏奈、岩田華怜、大島涼花、川榮李奈、菊地彩香、兒玉遙、小林茉里奈、佐佐木優佳里、佐藤堇、鈴木瑪莉亞、高橋朱里、高橋南、田野優花、松井咲子、森川彩香、矢倉楓子、橫山由依、渡邊麻友、仁藤萌乃、河西智美、小谷里歩、中塚智實、篠田麻里子、仲俣汐里
- 成員變動：
仁藤萌乃（畢業）、河西智美（畢業）、中塚智実（畢業）、篠田麻里子（畢業）、小谷里歩（兼任解除）、兒玉遙（兼任）、佐佐木優佳里（昇格）、鈴木瑪莉亞（兼任）、矢倉楓子（兼任）
- 分組曲成員

| 分組曲         | 公演初日演唱成員 | 代役或接替已畢業成員位置之表演者                 |
| -------------- | ---------------- | ------------------------------------------------ |
| 裙襬飄飄       | 入山杏奈         | 森川彩香、佐佐木優佳里                           |
| 裙襬飄飄       | 川榮李奈         | 小谷里歩、高橋朱里                               |
| 裙襬飄飄       | 高橋朱里         | 森川彩香                                         |
| 裙襬飄飄       | 渡邊麻友         | 大島涼花、高橋朱里                               |
| 裙襬飄飄       | 田野優花         | 伊豆田莉奈                                       |
| 裙襬飄飄       | 大島涼花         | 小林茉里奈、田野優花                             |
| 裙襬飄飄       | 岩田華怜         | 森川彩香、小林茉里奈、兒玉遙、小谷里歩、田野優花 |
| 純愛的漸強音   | 河西智美         | 中塚智実、仲俣汐里、岩田華怜、佐藤堇             |
| 純愛的漸強音   | 橫山由依         | 仲俣汐里、岩田華怜、佐藤堇                       |
| 純愛的漸強音   | 小谷里歩         | 中塚智實、伊豆田莉奈、矢倉楓子                   |
| 黑色天使       | 菊地彩香         |                                                  |
| 黑色天使       | 篠田麻里子       | 入山杏奈                                         |
| 黑色天使       | 仁藤萌乃         | 伊豆田莉奈、岩田華怜                             |
| 天使的尾巴     | 大島涼花         | 小林茉里奈                                       |
| 天使的尾巴     | 川榮李奈         | 小谷里歩、高橋朱里                               |
| 天使的尾巴     | 高橋朱里         | 森川彩香                                         |
| 雨珠鋼琴師     | 佐藤堇           | 小林茉里奈、鈴木瑪莉亞                           |
| 雨珠鋼琴師     | 高橋南           | 田野優花                                         |
| 雨珠鋼琴師     | 松井咲子         | 中塚智実                                         |
| 玻璃般的我愛你 | 入山杏奈         | 森川彩香、佐佐木優佳里                           |
| 玻璃般的我愛你 | 岩田華怜         | 小谷里歩、森川彩香、中塚智實、兒玉遥             |
| 玻璃般的我愛你 | 田野優花         | 伊豆田莉奈                                       |
| 玻璃般的我愛你 | 渡邊麻友         | 大島涼花、菊地彩香                               |

### 橫山Team A 「Waiting」公演
虽然被称作「Waiting」公演 ，但本场公演演目的所有全员曲皆与Team A 4th Stage“正在恋爱中”的曲目与曲顺相同，因此下面将仅列出发生变动的分组曲部分
- 全部歌曲均由AKB48總製作人秋元康作詞。

分组曲 
1. 《記憶的兩難》（記憶のジレンマ）
（作曲：白戸佑輔、編曲：白戸佑輔）
2. 《來一塊糖果》（キャンディー）
（作曲：川崎里実、編曲：野中MASA雄一）
3. 《遺憾少女》（残念少女）
（作曲：野中MASA雄一、編曲：野中MASA雄一）
4. 《傲嬌女生》（ツンデレ）
（作曲：井上義正、編曲：井上義正）
5. 《如能被你緊擁》（抱きしめられたら）
（作曲：近藤薰、編曲：近藤薰）

随着选秀生正式在剧场出道，这一公演的分组曲部分也在最后追加了由两名选秀生表演的以下歌曲
1. 《任性的流星》（わがままな流れ星）
（作曲：坂下正俊　编曲：市川裕一）

#### 公演內容
表演日期：2013年10月16日－2014年4月21日
- 演出成員：
伊豆田莉奈、入山杏奈、岩田華怜、大島涼花、川榮李奈、菊地彩香、兒玉遙、佐藤堇、鈴木瑪莉亞、高橋朱里、高橋南、田野優花、松井咲子、森川彩香、矢倉楓子、橫山由依、渡邊麻友、仲俣汐里、小林茉里奈、佐佐木優佳里、西山憐那、田北香世子
- 成員變動：
仲俣汐里（畢業）、西山憐那（選秀生）、田北香世子（選秀生）
- 分組曲成員

| 分組曲       | 公演初日演唱成員 | 代役或接替已畢業成員位置之表演者 |
| ------------ | ---------------- | -------------------------------- |
| 記憶的兩難   | 高橋南           | 伊豆田莉奈                       |
| 記憶的兩難   | 岩田華怜         | 橫山由依、平田梨奈（Team K）     |
| 記憶的兩難   | 松井咲子         | 內田眞由美（Team K）             |
| 記憶的兩難   | 佐佐木優佳里     | 大島涼花                         |
| 來一塊糖果   | 渡邊麻友         | 小林茉里奈                       |
| 來一塊糖果   | 矢倉楓子         | 鈴木瑪莉亞                       |
| 來一塊糖果   | 兒玉遙           | 小林茉里奈、佐藤堇               |
| 遺憾少女     | 川榮李奈         | 田野優花                         |
| 遺憾少女     | 高橋朱里         | 鈴木瑪莉亞                       |
| 遺憾少女     | 森川彩香         | 平田梨奈（Team K）               |
| 傲嬌女生     | 橫山由依         | 岩田華怜                         |
| 傲嬌女生     | 菊地彩香         | 松井咲子、近野莉菜（Team K）     |
| 傲嬌女生     | 大島涼花         |                                  |
| 如能被你緊擁 | 入山杏奈         | 森川彩香                         |
| 如能被你緊擁 | 佐藤堇           | 伊豆田莉奈                       |
| 如能被你緊擁 | 田野優花         | 伊豆田莉奈                       |

## Team K 「Waiting」公演

### 大島Team K 「Waiting」公演
歌單
- 全部歌曲均由AKB48總製作人秋元康作詞。

本編 
1. 《overture》
（作曲、編曲：尾澤拓実　歌：TAZ）
2. 《青春女孩》（青春ガールズ）
（作曲：エザキマサル、編曲：Funta）
3. 《腦內天堂》（脳内パラダイス）
（作曲：近藤薫：近藤薫、Ko-suke）
4. 《最終鐘聲鳴響》（最終ベルが鳴る）
（作曲：八重樫ゆう一、編曲：市川裕一）
5. 《破壞&重建》（スクラップ&ビルド）
（作曲：江川裕史、編曲：武藤星兜）
6. 《向日葵》（向日葵）
（作曲：多胡邦夫、編曲：近田潔人）
7. 《單戀對角線》（片思いの対角線）
（作曲：岡田實音、編曲：百石元）
8. 《暴風雨之夜》（嵐の夜には）
（作曲：島崎貴光、編曲：島崎貴光）
9. 《和你在一起的平安夜》（あなたとクリスマスイブ）
（作曲：SHUJI、編曲：山崎一稔）
10. 《Glory days》
（作曲：伊藤心太郎、編曲：伊藤心太郎）

1. 《正在戀愛中》（ただいま 恋愛中）[註 2]
（作曲：井上義正、編曲：井上義正）
2. 《ALIVE》
（作曲：山崎燿、編曲：野中MASA雄一）
3. 《誠實的人》（オネストマン）
（作曲：磯崎健史、編曲：木之下慶行）
4. 《跑吧！企鵝》（走れ!ペンギン）
（作曲：織田哲郎、編曲：野中MASA雄一）
5. 姐妹團歌曲
  1. 《孤獨的跑者》（SDN48）
（作曲：宮島律子、編曲：野中MASA雄一）
  2. 《堅強之勇者》（SKE48）（強き者よ）
（作曲：上田晃司、編曲：野中MASA雄一）
  3. 《絕滅黑髮少女》（NMB48）（絶滅黒髪少女）
（作曲：GRAVITY、編曲：GRAVITY）
6. 《化作滾石吧》（転がる石になれ）
（作曲：山崎燿、編曲：Funta）
7. 《UZA》
（作曲：井上義正　編曲：井上義正）

安可曲
1. 《無限重播》（ヘビーローテーション）
（作曲：山崎燿　編曲：田中ユウスケ）
2. 《First Rabbit》（First Rabbit）
（作曲：楊慶豪　編曲：楊慶豪）
3. 《To be continued.》[註 3]
（作曲：井上義正　編曲：井上義正）
4. 《草原的奇蹟》（草原の奇跡）
（作曲：梅堀淳　編曲：田口智則、稲留春雄）

#### 公演內容
表演日期：2012年11月1日－2014年2月12日
- 演出成員：
阿部瑪利亞、内田眞由美、大島優子、北原里英、倉持明日香、小林香菜、島田晴香、鈴木紫帆里、近野莉菜、中田千智、永尾瑪利亞、野澤玲奈、平田梨奈、藤田奈那、古畑奈和、前田亞美、松井珠理奈、宮崎美穗、武藤十夢、佐藤亞美菜、增田有華、仲谷明香、松原夏海、板野友美、秋元才加
- 成員變動：
增田有華（畢業）、仲谷明香（畢業）、松原夏海（畢業）、板野友美（畢業）、秋元才加（畢業）、宮澤佐江（兼任解除、未上場過）、平田梨奈（昇格）、野澤玲奈（兼任）、古畑奈和（兼任）
- 分組曲成員

| 分組曲             | 公演初日演唱成員 | 代役或接替已畢業成員位置之表演者 |
| ------------------ | ---------------- | -------------------------------- |
| 向日葵             | 島田晴香         | 近野莉菜                         |
| 向日葵             | 前田亞美         | 松井珠理奈、小林香菜             |
| 向日葵             | 增田有華         | 內田眞由美、松原夏海             |
| 向日葵             | 鈴木紫帆里       | 佐藤亞美菜                       |
| 單戀對角線         | 松原夏海         | 前田亞美                         |
| 單戀對角線         | 北原里英         | 宮崎美穗、內田眞由美、鈴木紫帆里 |
| 單戀對角線         | 永尾瑪利亞       | 近野莉菜                         |
| 暴風雨之夜         | 仲谷明香         | 宮崎美穗                         |
| 暴風雨之夜         | 武藤十夢         | 小林香菜                         |
| 暴風雨之夜         | 倉持明日香       | 內田眞由美                       |
| 暴風雨之夜         | 阿部瑪利亞       | 鈴木紫帆里                       |
| 和你在一起的平安夜 | 秋元才加         | 佐藤亞美菜、近野莉菜             |
| 和你在一起的平安夜 | 板野友美         | 永尾瑪利亞、鈴木紫帆里           |
| Glory days         | 藤田奈那         | 鈴木紫帆里                       |
| Glory days         | 大島優子         | 武藤十夢、島田晴香               |
| Glory days         | 中田千智         | 鈴木紫帆里                       |

#### 公演內容（2013年6月18日後）
※此公演於2013年6月18日後變更分組曲之歌單、以下為新的分組曲目
1. 《誘惑的吊襪帶》（誘惑のガーター）
（作曲：BOUNCEBACK、編曲：BOUNCEBACK）
2. 《星之溫度》（星の温度）
（作曲：大內哲也、編曲：大內哲也）
3. 《來一塊糖果》（キャンディー）
（作曲：川崎里実、編曲：野中MASA雄一）
4. 《初次的果糖》（初めてのジェリービーンズ）
（作曲：佐伯高志、編曲：依田和夫）
5. 《暮蟬之戀》（ヒグラシノコイ）
（作曲：井上義正、編曲：井上義正）
6. 《曲終人盡》（エンドロール）
（作曲：鮫島巧、編曲：百石元）

1. 《夕陽瑪麗》（夕陽マリー）※6月28日開始變更本編尾曲
（作曲：長谷昌子、編曲：島崎貴光）

- 分組曲成員

| 分組曲       | 公演初日演唱成員 | 代役或接替已畢業成員位置之表演者                                       |
| ------------ | ---------------- | ---------------------------------------------------------------------- |
| 誘惑的吊襪帶 | 前田亞美         | 內田眞由美                                                             |
| 誘惑的吊襪帶 | 秋元才加         | 佐藤亞美菜、小林香菜、阿部瑪利亞                                       |
| 誘惑的吊襪帶 | 倉持明日香       | 內田眞由美                                                             |
| 星之溫度     | 板野友美         | 永尾瑪利亞、平田梨奈                                                   |
| 來一塊糖果   | 永尾瑪利亞       | 佐藤亞美菜、近野莉菜、藤田奈那、野澤玲奈、市川愛美（研究生）           |
| 來一塊糖果   | 松井珠理奈       | 前田亞美、小林香菜、平田梨奈、永尾瑪利亞                               |
| 來一塊糖果   | 中田千智         | 近野莉菜、武藤十夢、相笠萌（Team 4）                                   |
| 初次的果糖   | 武藤十夢         | 平田梨奈、小林香菜、近野莉菜、市川愛美（研究生）、高島祐利奈（Team 4） |
| 初次的果糖   | 北原里英         | 小林香菜、近野莉菜、武藤十夢                                           |
| 初次的果糖   | 阿部瑪利亞       | 小林香菜、藤田奈那、湯本亞美（研究生）                                 |
| 暮蟬之戀     | 古畑奈和         | 內田眞由美、武藤十夢、平田梨奈、湯本亞美（研究生）                     |
| 暮蟬之戀     | 大島優子         | 近野莉菜、內田眞由美、土保瑞希（研究生）                               |
| 曲終人盡     | 宮崎美穗         | 近野莉菜                                                               |
| 曲終人盡     | 藤田奈那         | 阿部瑪利亞                                                             |
| 曲終人盡     | 島田晴香         |                                                                        |
| 曲終人盡     | 鈴木紫帆里       |                                                                        |

### 大島Team K 「Waiting」公演Ⅱ「最終鐘聲鳴響」

#### 公演內容
參照：
「Waiting」公演Ⅱ「最終鐘聲鳴響」

## Team B 「Waiting」公演

### 梅田Team B 「Waiting」公演
歌單
- 全部歌曲均由AKB48總製作人秋元康作詞。

本編 
1. 《overture》
（作曲、編曲：尾澤拓実　歌：TAZ）
2. 《初日》（初日）
（作曲：岡田実音、編曲：市川裕一）
3. 《因為喜歡你》（君のことが好きだから）
（作曲：織田哲郎：野中MASA雄一）
4. 《Virgin love》
（作曲：井上義正、編曲：井上義正）
5. 《不是正義使者的英雄》（正義の味方じゃないヒーロー）
（作曲：森脇正敏、編曲：板垣祐介）

1. 《你的B面曲》（君のc/w）
（作曲：重永亮介、編曲：重永亮介）
2. 《如能被你緊擁》
（作曲：近藤薰、編曲：近藤薰、富岡ヒロミチ）
3. 《不只是回憶》（思い出以上）
（作曲：野中MASA雄一、編曲：野中MASA雄一）
4. 《對不起 我的寶石》（ごめんね ジュエル）
（作曲：成瀬英樹、編曲：野中MASA雄一）
5. 《沉入眼淚中的太陽》（涙に沈む太陽）
（作曲：石川烈、編曲：増田武史）
6. 《飛翔入手》（フライングゲット）
（作曲：すみだしんや、編曲：生田真心）
7. 《就這麼白白被吻了》（キスして損しちゃった）
（作曲：青木真一、編曲：野中MASA雄一）
8. 《海岸邊最可愛的女孩！》（ナギイチ）
（作曲：すみだしんや、編曲：生田真心）
9. 《暱稱Fantasy》（呼び捨てファンタジー）
（作曲：小川コータ、編曲：野中MASA雄一）
10. 《妳正在看著夕陽嗎?》（夕陽を見ているか？）
（作曲：岡田實音、編曲：高島智明）

安可曲
1. 《UZA》[註 4]
（作曲：井上義正　編曲：井上義正）
2. 《推Team B》（チームB推し）
（作曲：吉野貴雄　編曲：武藤星兒）
3. 《格子花紋》（ギンガムチェック）
（作曲：板垣佑介　編曲：板垣佑介）
4. 《蒲公英的決心》（タンポポの決心）
（作曲：山崎努　編曲：高島智明）

随着选秀生正式在剧场出道，这一公演的分组曲部分也在最前追加了由两名选秀生表演的以下歌曲。
1. 《而且不叫酪梨啦…》（アボガドじゃね〜し…）
（作曲：渡辺和紀、編曲：武藤星児）

#### 公演內容
表演日期：2012年11月3日－2014年4月23日
- 演出成員：石田晴香、市川美織、岩佐美咲、梅田彩佳、大場美奈、大森美優、大家志津香、柏木由紀、片山陽加、加藤玲奈、小嶋菜月、小嶋陽菜、島崎遥香、高城亞樹、竹内美宥、田名部生来、中村麻里子、名取稚菜、野中美鄉、藤江麗奈、山内鈴蘭、渡邊美優紀、川本紗矢、橫島亞衿、峯岸南、石田安奈、小森美果
- 成員變動：
小森美果（畢業）、石田安奈（兼任解除）、大森美優（昇格）、高城亞樹（兼任）、峯岸南（降格為研究生）、橫島亞衿（選秀生）、川本紗矢（選秀生）
- 分組曲成員

| 分組曲           | 公演初日演唱成員 | 代役或接替已畢業成員位置之表演者                                           |
| ---------------- | ---------------- | -------------------------------------------------------------------------- |
| 你的B面曲        | 市川美織         | 野中美郷、中村麻里子、名取稚菜、片山陽加                                   |
| 你的B面曲        | 島崎遙香         | 小嶋菜月、石田晴香                                                         |
| 你的B面曲        | 竹內美宥         | 名取稚菜、小嶋菜月                                                         |
| 如能被你緊擁     | 藤江麗奈         | 中村麻里子、小森美果、名取稚菜、片山陽加                                   |
| 如能被你緊擁     | 小嶋陽菜         | 小森美果、加藤玲奈、大家志津香、小嶋菜月、大森美優、名取稚菜、片山陽加     |
| 如能被你緊擁     | 加藤玲奈         | 野中美郷、中村麻里子                                                       |
| 不只是回憶       | 梅田彩佳         | 岩佐美咲、中村麻里子、名取稚菜、藤田奈那（Team K）                         |
| 不只是回憶       | 峯岸南           | 大家志津香、山內鈴蘭、中村麻里子                                           |
| 不只是回憶       | 片山陽加         | 石田安奈、名取稚菜、伊豆田莉奈（Team A）                                   |
| 對不起 我的寶石  | 岩佐美咲         | 中村麻里子、大家志津香、川本紗矢                                           |
| 對不起 我的寶石  | 渡邊美優紀       | 大場美奈、市川美織、小森美果、岩佐美咲、大森美優                           |
| 對不起 我的寶石  | 山內鈴蘭         | 小嶋菜月、大家志津香、田名部生來、中村麻里子、橫島亞衿、大島涼花（Team A） |
| 對不起 我的寶石  | 石田晴香         | 野中美郷、大森美優                                                         |
| 沉入眼淚中的太陽 | 大場美奈         | 田名部生來、小嶋菜月、野中美郷、鈴木紫帆里（Team K）                       |
| 沉入眼淚中的太陽 | 柏木由紀         | 竹內美宥、大場美奈、野中美郷                                               |
| 沉入眼淚中的太陽 | 石田安奈         | 名取稚菜、野中美郷、田名部生來、高城亜樹、鈴木紫帆里（Team K）             |